# Шонто
Шонто (англ. Shonto) — переписна місцевість (CDP) в США, в окрузі Навахо штату Аризона. Населення — 494 особи (2020).

## Географія
Шонто розташоване за координатами 36°35′15″ пн. ш. 110°39′38″ зх. д. / 36.58750° пн. ш. 110.66056° зх. д. (36.587505, -110.660459).  За даними Бюро перепису населення США в 2010 році переписна місцевість мала площу 11,83 км², з яких 11,81 км² — суходіл та 0,03 км² — водойми.

## Демографія
Згідно з переписом 2010 року, у переписній місцевості мешкала 591 особа в 175 домогосподарствах у складі 125 родин. Густота населення становила 50 осіб/км².  Було 205 помешкань (17/км²).
Расовий склад населення:
| - 92,6 % — корінних американців - 5,1 % — білих - 0,5 % — чорних або афроамериканців |

До двох чи більше рас належало 1,2 %. Частка іспаномовних становила 4,4 % від усіх жителів.
За віковим діапазоном населення розподілялося таким чином: 34,5 % — особи молодші 18 років, 58,1 % — особи у віці 18—64 років, 7,4 % — особи у віці 65 років та старші. Медіана віку мешканця становила 28,8 року. На 100 осіб жіночої статі у переписній місцевості припадало 85,3 чоловіків;  на 100 жінок у віці від 18 років та старших — 79,2 чоловіків також старших 18 років.
Середній дохід на одне домашнє господарство  становив 45 155 доларів США (медіана — 35 357), а середній дохід на одну сім'ю — 41 258 доларів (медіана — 35 938). За межею бідності перебувало 29,7 % осіб, у тому числі 47,0 % дітей у віці до 18 років та 17,9 % осіб у віці 65 років та старших.
Цивільне працевлаштоване населення становило 173 особи. Основні галузі зайнятості: освіта, охорона здоров'я та соціальна допомога — 52,0 %, будівництво — 23,1 %, мистецтво, розваги та відпочинок — 10,4 %, роздрібна торгівля — 6,9 %.